# Critério de Smith
O Critério de Smith (também designado como Critério generalizado de Condorcet, mas isso pode ter outros significados) é um critério de sistemas de votação definido de modo a ser satisfeito quando um sistema de votação sempre elege um candidato que esteja no conjunto de Smith, que é o menor subconjunto não vazio dos candidatos, de modo que todos os candidatos no subconjunto sejam preferidos por maioria sobre todos os candidatos que não estão no subconjunto. (Um candidato X é considerado preferido por maioria sobre outro candidato Y se, em uma competição individual entre X e Y, o número de eleitores que preferem X sobre Y exceder o número de eleitores que preferem Y sobre X.
O conjunto Smith é nomeado para o matemático John H Smith, cuja versão do critério Condorcet é realmente mais forte do que a definida acima para funções de bem-estar social. Benjamin Ward foi provavelmente o primeiro a escrever sobre esse conjunto, que ele chamou de "conjunto majoritário".  
O conjunto de Smith pode ser calculado com o algoritmo de Floyd – Warshall no tempo Θ ( n 3 ) ou o algoritmo de Kosaraju no tempo Θ ( n 2 ). 
Quando há um vencedor de Condorcet - um candidato que é a maioria preferida em relação a todos os outros candidatos - o conjunto Smith consiste apenas desse candidato. Aqui está um exemplo em que não há vencedor de Condorcet: Existem quatro candidatos: A, B, C e D. 40% dos eleitores classificam D> A> B> C. 35% dos eleitores classificam B> C> A> D. 25% dos eleitores classificam C> A> B> D. O conjunto de Smith é {A, B, C}. Todos os três candidatos no conjunto Smith são preferidos por maioria sobre D (uma vez que 60% classificam cada um deles sobre D). O conjunto Smith não é {A, B, C, D} porque a definição exige o menor subconjunto que atenda às outras condições. O conjunto de Smith não é {B, C} porque B não é preferencial por maioria sobre A; 65% de classificação A sobre B. (Etc. ) 
| pro \ con | A   | B   | C   | D  |
| --------- | --- | --- | --- | -- |
| A         | -   | 65  | 40. | 60 |
| B         | 35  | -   | 75  | 60 |
| C         | 60  | 25  | -   | 60 |
| D         | 40. | 40. | 40. | -  |
| max opp   | 60  | 65  | 75  | 60 |
| minimax   | 60  |     |     | 60 |

Neste exemplo, no minimax, A e D empatam; sob Smith/Minimax, A vence. 
O conjunto Smith também é chamado de ciclo superior . No exemplo acima, os três candidatos no conjunto Smith estão em um ciclo de maioria "pedra / papel / tesoura": A é classificado sobre B por uma maioria de 65%, B é classificado sobre C por uma maioria de 75% e C é classificado acima de A por uma maioria de 60%. O termo ciclo superior pode ser um pouco enganador, no entanto, pois que o conjunto de Smith pode conter candidatos que não fazem ciclo. Por exemplo, quando existe um vencedor de Condorcet, ele não alterna com nenhuma alternativa e, quando o conjunto Smith consiste apenas de duas alternativas que se empatam aos pares, as duas não alternam com nenhuma alternativa. 

## Outros critérios
Qualquer método de eleição que cumpra o critério de Smith também cumpre o critério de Condorcet, pois se houver um vencedor de Condorcet, ele será o único candidato no conjunto de Smith. Obviamente, isso significa que a falha no critério de Condorcet implica automaticamente também a não conformidade com o critério Smith. Além disso, esses conjuntos atendem ao critério do perdedor de Condorcet . Isso é notável, porque mesmo alguns métodos Condorcet não satisfacem isso (Minimax). Implica também o critério da maioria mútua, pois que o conjunto Smith é um subconjunto do conjunto MMC. 
O conjunto de Smith e o conjunto de Schwartz são algumas vezes confundidos na literatura. Miller (1977, p.   775) lista GOCHA como um nome alternativo para o conjunto Smith, mas na verdade se refere ao conjunto Schwartz. O conjunto de Schwartz é na verdade um subconjunto do conjunto de Smith (e igual a ele se não houver empates entre pares dos membros do conjunto de Smith). 
O critério Smith é satisfeito pelos Pares Ranqueados, pelo método de Schulze, pelo método de Nanson, pelo método das Regras de Robert para votar moções e emendas e por vários outros métodos.   
Os métodos de votação que falham no critério de Smith podem ser modificados para satisfazê-lo (normalmente à custa de outros critérios). Uma abordagem é aplicar o método de votação apenas ao conjunto de Smith. (Em outras palavras, comece excluindo os candidatos que não estão no conjunto Smith dos votos. ) Por exemplo, o método de votação Smith/Minimax é a aplicação do Minimax aos candidatos no conjunto Smith. Outra abordagem é eleger o membro do conjunto Smith mais alto na ordem de finalização do método de votação. 